# Garrick Theatre
Il Garrick Theatre è uno dei teatri del West End di Londra e si trova in Charing Cross Road. Il suo nome è un omaggio a David Garrick (1717-1779), considerato il più grande attore teatrale inglese. Venne inaugurato il 24 aprile 1889 con la rappresentazione di The Profligate di Arthur Wing Pinero con Sir John Hare. 
Attualmente, il teatro ospita compagnie di giro con una variegata offerta di produzioni di differenti generi.